# Langdysse von Kirke Hyllinge
Der Langdysse von Kirke Hyllinge ist ein Dolmen aus der Jungsteinzeit und eine Megalithanlage der Trichterbecherkultur (TBK) und entstand zwischen 3500 und 2800 v. Chr. Er liegt auf einem schrägen Feld östlich von Kirke Hyllinge, in der Lejre Kommune südlich der Halbinsel Hornsherred auf der Insel Seeland in Dänemark. 

Lage von Kirke Hyllinge

Um den Langdysse, der etwa 18,6 m lang, 9,6 m breit und 1,5 m hoch ist, befinden sich noch 23 Randsteine, von denen die meisten in situ stehen. An der Westseite sind drei, an der Nordseite ist ein Stein verstürzt. Auf der Südseite fehlen die Randsteine. 
Etwa mittig liegt die gut erhaltene, eingetiefte Kammer eines Polygonaldolmens mit Zugang im Osten, den die Träger der TBK zwischen 3500 und 2800 v. Chr. errichteten. Sie wird von fünf Tragsteinen, zwischen denen das Zwischenmauerwerk erhalten ist, und dem großen Deckstein gebildet. Der sechste, östliche Stein ist kleiner und fungiert als Schwellenstein, so dass eine 0,6 m hohe Öffnung zwischen seiner Oberkante und der Unterkante des Decksteins den Zugang bildet. Der Deckstein steht auf der Seite des Ganges, von dem zwei Steine erhalten sind, über. Die Kammer war mit Erde gefüllt.